# جبل المضيع

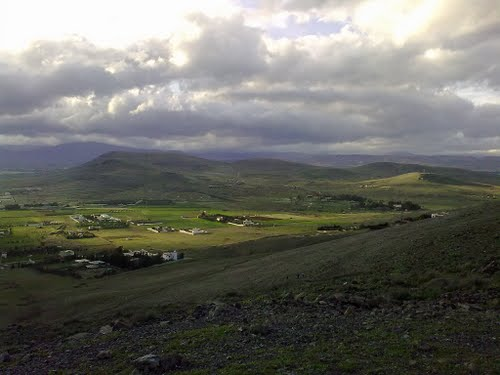
صورة للكسوة من قمة جبل المضيع

جبل المضيع أو جبل الكسوة أو جبل البضيع 

جبل بالشام (دمشق) أسود

تقع مدينة الكسوة ملاصقة للجبل ويوجد قسم من المدينة على سفحه بعد التنظيم الجديد ولهذا يسمى بجبل الكسوة وقد تم في عام 2010 تنظيم أراضي جبل المضيع في القسم الشرقي منه الواقعة باتجاه مدينة الكسوة والملاصقة لها وتوزيع الأراضي على أصحابها وبناء البنية التحتية من قبل مجلس مدينة الكسوة برئاسة المهندس عبد العزيز الأصفر وبدأ بهذه المنطقة بناء كل من مشفى الكسوة الحكومي والمركز الثقافي في مدينة الكسوة.
الآن الجيش يحكم سيطرته عليه منذ بداية الأزمة 2011
إلا أنه جبل أستراتيجي حيث يمكن رؤية بساتين الكسوة خلالها.